# Аккор-Арена
Аккор-Арена (фр. Palais omnisports de Paris-Bercy) — спортивно-концертний комплекс, який має дві ковзанки та перетворюється на льодовий стадіон. Стадіон вміщує 15 000 глядачів під час хокейних матчів, 19 095 під час концертів.
Раніше стадіон мав назву «Берсі» (1984–2014) та «Берсі Арена» (2014–2015).
Розміщується на бульварі Берсі XII округу Парижа. Ззовні схожий на зелений пагорб. 

## Концертна діяльність
На арені проходило чимало концертів, зокрема, таких відомих виконавців, як Тіна Тернер, Прінс, Вітні Г'юстон, Мілен Фармер, Селін Діон, Мадонна та інші.

## Спортивні змагання
Відомий передусім Паризьким турніром тенісистів-професіоналів ATP, що проводиться на арені від самої побудови комплексу. Також тут проходять змагання з гандболу, баскетболу, спортивної гімнастики, велотреку, конкуру та інших видів спорту. 
Паризький комплекс двічі приймав чемпіонат світу з легкої атлетики в приміщенні в 1985 та 1997.
З 2002 тут проходять матчі всіх зірок чемпіонату Франції з баскетболу.
З 2007 проходять фінальні матчі Кубка Франції з хокею.
З 2010 проходять фінальні матчі Кубка Франції з гандболу.
З 5 по 18 травня 2017 арена приймала чемпіонат світу з хокею.
24 січня 2020 року НБА провела домашню гру між клубами Мілвокі Бакс та Шарлотт Горнетс.
19 січня 2023 року відбувся матч сезону 2022–23 між клубами Чикаго Буллз та Детройт Пістонс, завершився з рахунком 126–108. У сезоні 2023–24 тут проведуть матч між клубами Бруклін Нетс та Клівленд Кавальєрс.
З 2022 року арена постійно приймає поєдинки змішаного стилю UFC.
Арена активно використовувалась на літніх олімпійських іграх 2024 року, зокрема тут провели змагання з баскетболу та гімнастики.